# Gilhoc-sur-Ormèze
Gilhoc-sur-Ormèze é uma comuna francesa na região administrativa de Auvérnia-Ródano-Alpes, no departamento de Ardèche. Estende-se por uma área de 20,74 km². Em 2010 a comuna tinha 460 habitantes (densidade: 22,2 hab./km²).